# Tibiotarso

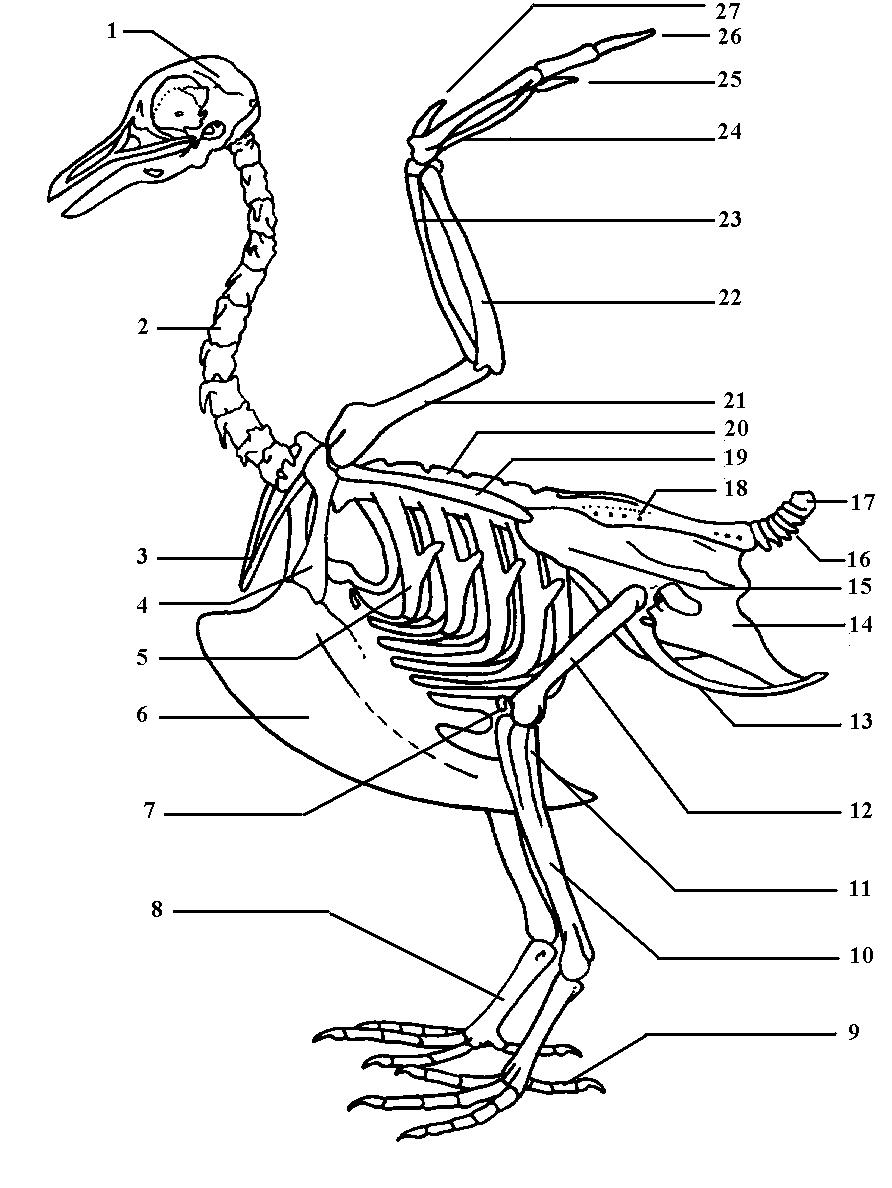
Esqueleto de pombo; número 10 indica o tibiotarso direito

Em zoologia, chama-se tibiotarso ao osso das patas (ou membros posteriores) das aves. Este osso liga com ao fêmur, na sua extremidade proximal e com ao tarsometatarso na distal.